# عجامة (مدينة المحويت)

تعديل مصدري - تعديل

عجامة هي إحدى قرى عزلة المحويت بمديرية مدينة المحويت التابعة لمحافظة المحويت، بلغ تعداد سكانها 618 نسمة حسب تعداد اليمن لعام 2004.